# Cascade Investment
Cascade Investment es una empresa estadounidense de Holding y de Sociedad de inversión con sede central en Kirkland, Washington, Estados Unidos. Es controlado por Bill Gates y manejado por Michael Larson. Más que un medio para Bill Gates para generar ingresos, es una empresa que ayuda en invertir en otras empresas para mejorar el crecimiento económico empresarial y expandirse en otros lugares, el más notorio es con la empresa tecnológica estadounidense Microsoft.  Cascade es el sucesor de la compañía Dominion Income Management, que anteriormente era la empresa que Gates utilizaba para sus inversiones y anteriormente fue manejado por Andrew Evans.

## Inversiones Notables
| Compañía                        | País           | Industria                                             | Propietario en %     |
| ------------------------------- | -------------- | ----------------------------------------------------- | -------------------- |
| Four Seasons Hotels and Resorts | Estados Unidos | Hostelería                                            | 47%                  |
| Ecolab                          | Estados Unidos | Conglomerado                                          | 25%                  |
| Canadian National Railway       | Canadá         | Transporte                                            | 12%                  |
| Fomento Económico Mexicano      | México         | Bebidas Comercio Restaurantes                         | 1,34%                |
| Berkshire Hathaway              | Estados Unidos | Conglomerado                                          | 4%                   |
| Strategic Hotels & Resorts      | Estados Unidos | Hostelería                                            | 9,8%                 |
| Republic Services               | Estados Unidos | Gestión de Residuos                                   | 34,1%                |
| Deere & Company                 | Estados Unidos | Agricultura, Construcción, Manufacturación de motores | 10,06%               |
| Bunzl                           | Reino Unido    | Distribución y Outsourcing                            | 6%                   |
| Carpetright                     | Reino Unido    | Retail                                                | 3%                   |
| Diageo                          | Reino Unido    | Bebidas                                               | 1,56%                |
| AutoNation                      | Estados Unidos | Concesionario de autos                                | 14%                  |
| Microsoft                       | Estados Unidos | Tecnológica, Software, Conglomerado                   | 3,6%                 |
| Beyond Meat                     | Estados Unidos | Comida                                                | 7%                   |
| Ritz-Carlton                    | Estados Unidos | Hostelería                                            | 5%                   |
| TerraPower                      | Estados Unidos | Energía nuclear                                       | 6%                   |
| Transformco                     | Estados Unidos | Retail                                                | Interesado           |
| Vroom                           | Estados Unidos | Comercio electrónico de Carros                        | Participación mínima |
| StorageMart                     | Estados Unidos | Self-Storage                                          | Participación mínima |
| Signature Aviation              | Reino Unido    | Servicios de aviación                                 | 19%                  |